# أولو فاموتيمي
أولو فاموتيمي (بالإنجليزية: Olu Famutimi)‏ مواليد 21 فبراير 1984 في تورونتو، هو لاعب كرة سلة كندي. بدأ مسيرته الاحترافية في سنة 2005. يلعب في دوري كندا الوطني لكرة السلة. يحمل الرقم 35. يبلغ طوله 6 قدم 5 بوصة (2.0 م). لعب مع باريس لوفالوا وفريق المنامة البحريني.

## روابط خارجية
- أولو فاموتيمي على موقع الاتحاد الدولي لكرة السلة (الإنجليزية)
- أولو فاموتيمي على موقع كرة السلة الأوروبية.كوم (الإنجليزية)
- أولو فاموتيمي على موقع كلية كرة السلة في سبورتس رفرنس.كوم (الإنجليزية)
- أولو فاموتيمي على موقع ريلجم (الإنجليزية)
- أولو فاموتيمي على موقع بروبوليرز (الإنجليزية)
- أولو فاموتيمي على موقع سبورتس رفرنس (الإنجليزية)
- أولو فاموتيمي على موقع سبورتس رفرنس (الإنجليزية)